# 48415 Dehio
48415 Dehio è un asteroide della fascia principale. Scoperto nel 1987, presenta un'orbita caratterizzata da un semiasse maggiore pari a 2,3806810 UA e da un'eccentricità di 0,2210155, inclinata di 8,33820° rispetto all'eclittica.